# Aunde
AUNDE Group SE er en tysk underleverandør til bilindustrien med hovedkvarter i Mönchengladbach.  Til virksomheden hører mærket AUNDE og datterselskaberne Isringhausen og Fehrer. Aunde Group SE har 117 fabrikker i 29 lande, de udvikler og producerer tråd, tekstiler, fjedre, polstring og andet til bilindustrien.
Virksomheden Aunde Achter & Ebels GmbH blev grundlagt i 1899 med 12 væve i Mönchengladbach. Siden 1920 har de de udviklet og produceret polstring til bilindustrien. I 1986 overtog de sædeproducenten Esteban og i 1991 sæde- og fjederproducenten Isringhausen. I 2014 opkøbte de Fehrer.